# Squawkum Creek Indian Reserve 3
Squawkum Creek Indian Reserve 3 är ett reservat i Kanada.   Det ligger i provinsen British Columbia, i den södra delen av landet, 3 500 km väster om huvudstaden Ottawa. Squawkum Creek Indian Reserve 3 ligger vid sjöarna  Bateson Slough och Duncan Slough.
I omgivningarna runt Squawkum Creek Indian Reserve 3 växer i huvudsak barrskog. Runt Squawkum Creek Indian Reserve 3 är det ganska tätbefolkat, med 248 invånare per kvadratkilometer.